# اونسان
اونسان(به کره‌ای: 운산군) شهری در کره شمالی است که در استان پیونگان شمالی از شرق به شهرهای هیانگسان، از جنوب کوجانگ و نیونگ‌بان و تونگچانگ و تیچان در غرب محدود می‌شود.